# John Rader

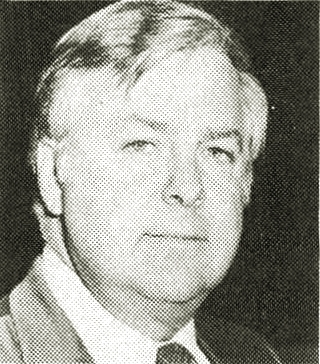
John Rader (1973)

John Lafayette Rader (* 11. Februar 1927 in Howard, Kansas) ist ein US-amerikanischer Politiker der Demokratischen Partei, der unter anderem zwischen 1977 und 1978 Präsident des Senats von Alaska war.

## Leben
John Lafayette Rader diente nach dem Besuch der High School in Howard von 1945 bis 1946 in der US Navy und begann daraufhin ein grundständiges Studium an der University of Kansas, welches er 1948 mit einem Bachelor of Science beendete. Ein darauf folgendes Studium der Rechtswissenschaften an der University of Kansas schloss er 1951 mit einem Bachelor of Laws (LL.B.) ab. Nach beruflichen Tätigkeiten für die später zu ExxonMobil gehörende Erdöltransportgesellschaft Lago Oil and Transport Company auf Aruba und die Fairbanks Exploration Company, eröffnete er nach seiner Zulassung bei der Anwaltskammer von Alaska (Alaska Bar Association) in Anchorage eine Kanzlei als Rechtsanwalt, ehe er Staatsanwalt dieser Stadt wurde.
Nach der Erarbeitung der Verfassung von Alaska, die am 4. April 1956 ratifiziert wurde und mit der Aufnahme Alaskas in die USA als US-Bundesstaat am 3. Januar 1959 in Kraft trat, war er bei der Wahl am 25. November 1958 Wahlkampfmanager von William Allen Egan, des erfolgreichen Kandidaten der Demokratischen Partei das Amt des Gouverneurs von Alaska, auf den 29.189 Stimmen (59,61 Prozent) entfielen. Er selbst wurde bei dieser Wahl zugleich im Wahlkreis 10th District zum Mitglied des Repräsentantenhauses gewählt, des Unterhauses der Alaska Legislature. Als Nachfolger von J. Gerald Williams wurde er am 27. April 1959 von Gouverneur Egan zum Generalstaatsanwalt (Alaska Attorney General) ernannt und bekleidete dieses Amt bis zu seiner Ablösung durch Ralph Moody 1960. 1960 verlieh ihm die Junior Chamber International von Anchorage, für die er sich als Jaycee engagierte, der Titel „Young Man of the Year“. Am 6. November 1962 wurde er abermals zum Mitglied des Repräsentantenhauses gewählt und vertrat in diesem nunmehr zwischen dem 28. Januar 1963 und dem 23. Januar 1967 den Wahlkreis 8th District.
Am 27. August 1968 bewarb sich Rader bei den Vorwahlen der Demokraten für die Nominierung als Kandidat für das Mandat als Mitglied des US-Repräsentantenhauses für Alaska, das bislang von seinem Parteifreund Ralph Julian Rivers innehatte. Er unterlag allerdings bei den demokratischen Vorwahlen Nick Begich, der wiederum bei den Wahlen zum US-Repräsentantenhaus am 5. November 1968 gegen den Republikaner Howard Wallace Pollock.
Am 5. November 1968 wurde John Rader zum Mitglied des Senats von Alaska gewählt, des Oberhauses der Alaska Legislature, und vertrat in diesem anfangs den Wahlkreis District E sowie nach der Wahl am 5. November 1974 bis zum 15. Januar 1979 den Wahlkreis District J. Am 2. Januar 1977 wurde er als Nachfolger seines Parteifreundes Chancy Croft für die zehnte Legislaturperiode zum Präsidenten des Senats gewählt und bekleidete dieses Amt bis 1978, woraufhin der Republikaner Clem Tillion ihn ablöste. Er war zudem zeitweise Mitglied der vom Gouverneur eingesetzten Kommission für Strafrecht (Governor’s Commission on Criminal Justice).
Aus seiner Ehe mit Carolyn Weigland stammen die Kinder Timothy, Mathew und Janet Rader.